# Leon Janczak
Leon Janczak (ur. 1 grudnia 1922 w Charłupi Małej, zm. 17 czerwca 2009 w Warszawie) – polski polityk, działacz ruchu ludowego, poseł na Sejm PRL I, III, VI i VII kadencji.

## Życiorys
Syn Romana i Józefy. Uzyskał wykształcenie wyższe, z zawodu ekonomista. Przed wojną działał w Związku Młodzieży Wiejskiej RP „Wici”. W czasie wojny był żołnierzem Batalionów Chłopskich. W 1943 został aresztowany przez Niemców. Był przesłuchiwany przez Gestapo. Po półrocznym pobycie w więzieniu w Łodzi był więziony kolejno w niemieckich obozach koncentracyjnych Auschwitz, Neuengamme i Bergen-Belsen.
W 1945 powrócił do Polski i ponownie działał w ZMW „Wici”, z którym w 1948 przystąpił do Związku Młodzieży Polskiej (był w tej organizacji sekretarzem Zarządu Głównego; z ramienia ZMP był członkiem Komisji Konstytucyjnej Sejmu Ustawodawczego). Wstąpił także do Zjednoczonego Stronnictwa Ludowego, gdzie zasiadał w Naczelnym Komitecie, a w latach 1959–1963 był jego sekretarzem. Pełnił też funkcję prezesa Ludowej Spółdzielni Wydawniczej. W 1973 został jej naczelnym redaktorem, a od 1977 do 1989 był jej prezesem. Ponadto zajmował stanowisko wiceprezesa Zarządu Centralnego Związku Kółek Rolniczych.
W 1952, 1961, 1972 i 1976 uzyskiwał mandat posła na Sejm PRL. W trakcie I kadencji zasiadał w Komisji Administracji i Wymiaru Sprawiedliwości i Komisji dla rozpatrzenia zmian Ordynacji Wyborczej. W trakcie III kadencji pełnił funkcję zastępcy przewodniczącego Komisji Budownictwa i Gospodarki Komunalnej. Następnie przez dwie kadencje zasiadał w komisji Planu Gospodarczego, Budżetu i Finansów, a ponadto w VI w Nauki i Postępu Technicznego, a w VII Administracji, Gospodarki Terenowej i Ochrony Środowiska. W 1981 wszedł w skład Komitetu dla wydania dzieł wybranych Józefa Chałasińskiego, a w 1982 w skład Społecznego Komitetu Budowy Pomnika Wincentego Witosa w Warszawie, który został odsłonięty w 1985. W czerwcu 1988 został powołany w skład Rady Ochrony Pamięci Walk i Męczeństwa (do 1990).
W 2009 ukazała się napisana przez niego książka Dziennik roku 1990, będąca kronikarskim zapisem kilku dziesięcioleci polskiej historii.
Pochowany na cmentarzu wojskowym na Powązkach (kwatera A6 BCh-1-3).

## Odznaczenia
- Krzyż Komandorski z Gwiazdą Orderu Odrodzenia Polski (1998)[5]
- Krzyż Komandorski Orderu Odrodzenia Polski
- Medal 10-lecia Polski Ludowej (1955)[6]
- Medal „Za zasługi dla ruchu ludowego” (1984)[7]